# Небрегово
Небрегово (мкд. Небрегово) је насеље у Северној Македонији, у средишњем делу државе. Небрегово припада општини Дољнени.

## Географија
Насеље Небрегово је смештено у средишњем делу Северне Македоније. Од најближег већег града, Прилепа, насеље је удаљено 20 km северно.
Рељеф: Небрегово се налази у североисточном делу Пелагоније, највеће висоравни Северне Македоније. Насељски атар је на западу равничарски, без већих водотока, док се источно од насеља издиже планина Бабуна, а јужно планина Трескавац. Надморска висина насеља је приближно 710 метара.
Клима у насељу је планинска због знатне надморске висине.

## Становништво
По попису становништва из 2002. године, Небрегово је имало 156 становника.
Претежно становништво у етнички Македонци (100%).
Већинска вероисповест у насељу је православље.